# 虹鱒 (お笑いコンビ)
にじますは佐川美隆と今田順文によるお笑いコンビ。ケイダッシュステージ、漫才協会に所属していた。2004年1月結成、2014年9月18日解散。

## プロフィール
佐川 美隆（さがわ　よしたか、1980年9月21日（44歳） -　 ）
- 出身：神奈川県
- 血液型：A型
- 身長：180cm
- 足のサイズ：28.0cm
- 趣味：映画鑑賞、読書、ミニ四駆
- 特技：守備(外野)
- 解散後は放送作家に転身。

今田 順文（いまだ　なおふみ、1979年5月18日（45歳） - ）
- 出身：京都府
- 血液型：O型
- あだ名：今やん
- 身長：168cm
- 足のサイズ：26.5cm
- 趣味：野球、読書、格闘技観戦
- 特技：守備(内野／ショートストップ)

## 芸風･逸話
- ベーシック漫才等。
- 今田には「ベーシック！！」と言う持ちギャグがある。
- 佐川には「OH！ハプニーーング！」と言う持ちギャグがある。
- コンビ結成のきっかけはインターネットの相方募集掲示板。今田は全部で10人に出会ったが、9人が暗めの人間で、一番陽気だった佐川とコンビ結成にいたる。
- 共演の蒼井そらは共倒れする可能性が高いので、佐川とは関わりたくないと思っている。

## 出演

### インターネットテレビ
- そらを見なきゃ困るよ!　（GyaOジョッキー、2009年1月 - ）準レギュラー
  - 「今やんのドーンとやってみよう!」
  - 「情報ライブ イマダ屋」
  - 「佐川のハプニングクイズ」
  - 「佐川のハプニングクイズ シーズン2」
  - 「佐川のハプニングクイズ シーズン3」
  - 「ハプニング禊」
- タケミネット　（あっ!とおどろく放送局）準レギュラー
- 森下悠里＆虹鱒のニコジョッキー　（2012年10月1日開始 月1、ニコジョッキー）